# Казерта
Казерта (італ. Caserta, сиц. Caserta) — місто та муніципалітет в Італії, у регіоні Кампанія, столиця провінції Казерта. Місто відоме, перш за все, своїм величним Королівським палацом Бурбонів (іт. Reggia di Caserta), який називають Версалем Італії, що разом з Королівським Бельведером Сан-Леучіо (іт. Belvedere Reale di San Leucio) та Акведуком Кароліно (іт. Acquedotto Carolino) входить до списку Всесвітньої спадщини ЮНЕСКО з 1997 року.
Казерта розташована на відстані близько 180 км на південний схід від Рима, 27 км на північ від Неаполя. Покровителі — Святий Севастіан (іт. San Sebastiano) та Свята Анна (іт. Sant'Anna).
В місті відбувається щорічний фестиваль.

## Королівський палац

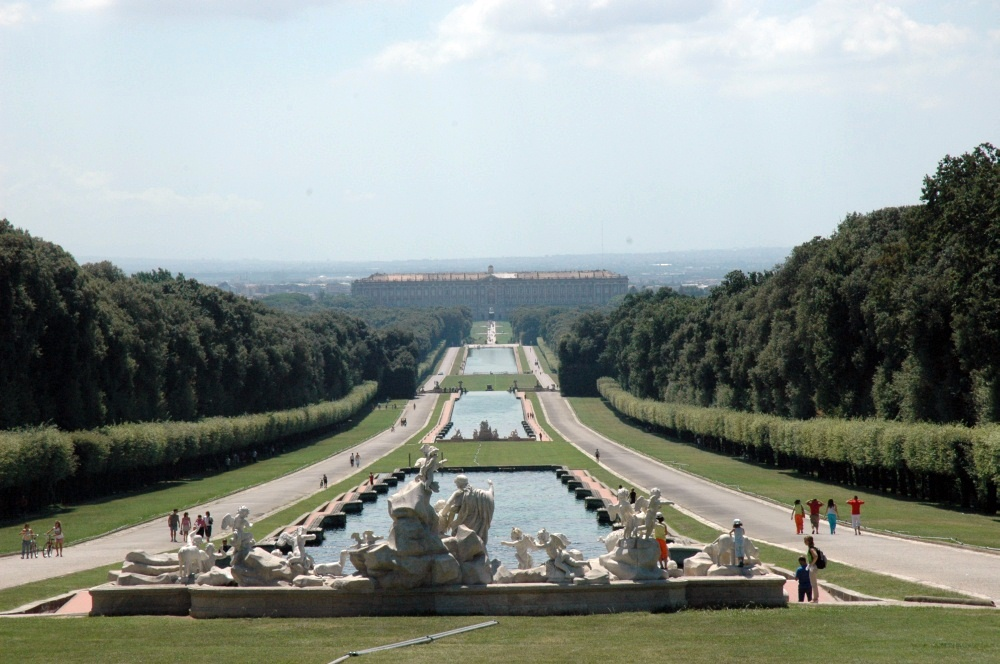
Вид на Королівський палац Бурбонів через всю центральну алею парку

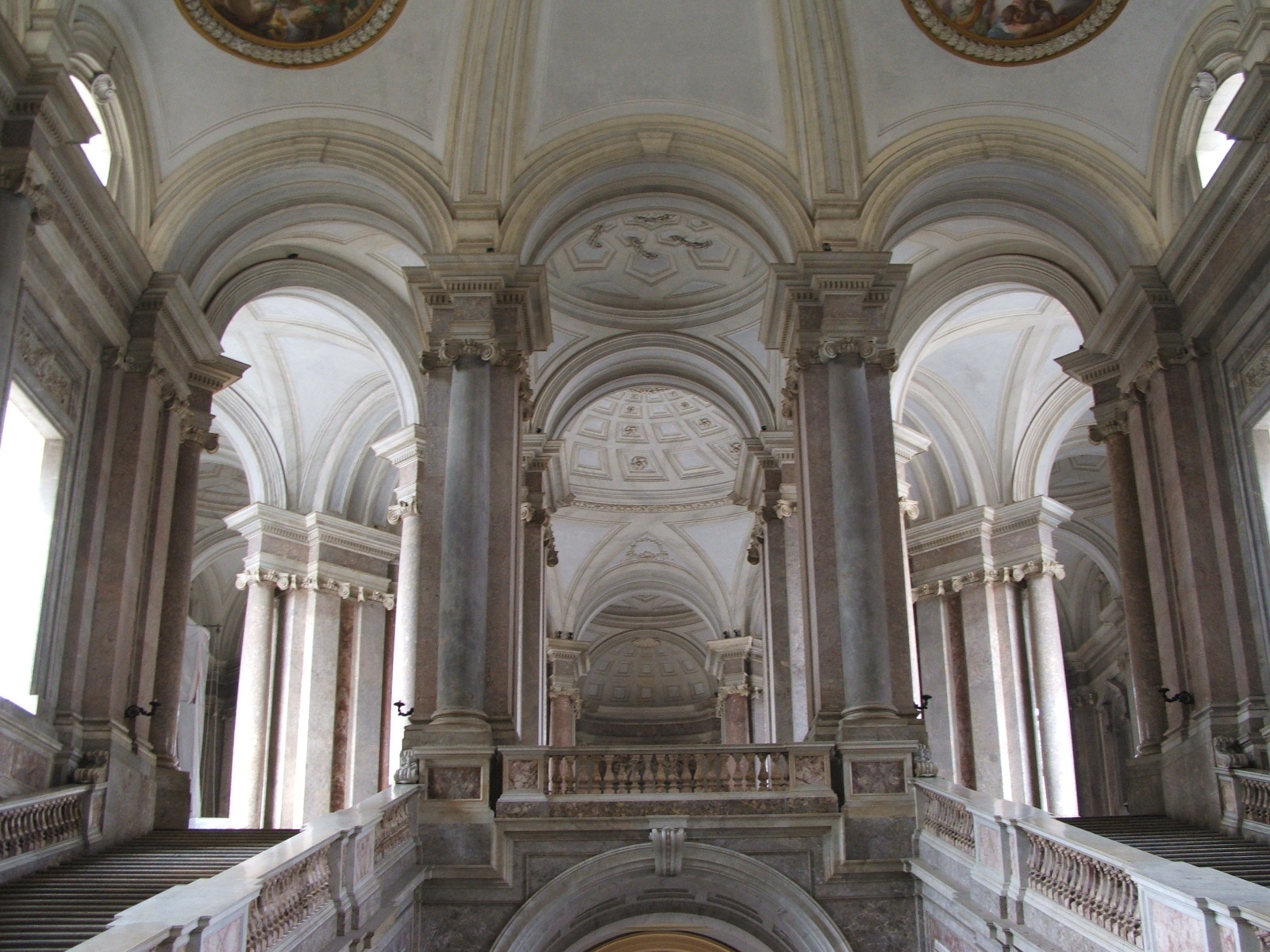
Парадні сходи палацу в Казерті

Королівський палац Бурбонів або Королівський палац в Казерта (італ. Reggia di Caserta) — є грандіозним заміським палацом неаполітанських королів, сама велика королівська резиденція, зведена в Європі XVIII століття. Він був створений на замовлення короля Неаполя Карла VII (іт. Carlo di Borbone, також відомий під іменем Карла III), за проектом Луїджі Ванвітеллі. Архітектор взяв за початкову основу проектування не Паризький Версаль, а королівський палац у Мадриді. Необхідність зведення палацу пояснювалася не тільки міркуваннями міжнародного престижу, а й тим, що королівська резиденція в Неаполі була відкрита для нападів з боку моря.
З 1752 по 1780 роки в палаці було побудовано 1200 кімнат та придворний театр. Навколо палацу закладено величний французький парк. Пізніше на землях навколо палацу був закладений англійський парк, найбільший в Італії, серед пам'яток якого — численні фонтани, колосальний Акведук Ванвітеллі та шовкопрядильна мануфактура, більше схожа на садовий павільйон. Проте плани будівництва університету та бібліотеки, а також 20-кілометрової в'їзної алеї, були залишені після смерті архітектора Луїджі Ванвітеллі. До моменту завершення будівництва національні наслідування Версалю вийшли з моди, і на творців Казертського палацу випало чимало звинувачень в божевільній марнотратності і монотонності створених ними одноманітних перспектив.
У 1997 році ЮНЕСКО оголосило палацово-парковий ансамбль в Казерті пам'ятником Всесвітньої спадщини людства.

## Демографія
Населення — 76 887 осіб (2014).
Населення за роками:

Станом на 1 січня 2023 року в муніципалітеті офіційно проживало 4117 іноземців з 100 країн, серед них 550 громадян країн Євросоюзу та 1392 громадяни України.

## Клімат
| CASERTA          | Місяці | Місяці | Місяці | Місяці | Місяці | Місяці | Місяці | Місяці | Місяці | Місяці | Місяці | Місяці | Пора | Пора | Пора | Пора | Рік  |
| CASERTA          | Січ    | Лют    | Бер    | Кві    | Тра    | Чер    | Лип    | Сер    | Вер    | Жов    | Лис    | Гру    | Зим  | Вес  | Літ  | Осі  | Рік  |
| ---------------- | ------ | ------ | ------ | ------ | ------ | ------ | ------ | ------ | ------ | ------ | ------ | ------ | ---- | ---- | ---- | ---- | ---- |
| Темп. макс. (°C) | 12.6   | 13.4   | 16.1   | 19.9   | 24.1   | 28.7   | 31.5   | 31.4   | 28.0   | 22.7   | 18.0   | 14.6   | 13.5 | 20   | 30.5 | 22.9 | 21.8 |
| Темп. мін. (°C)  | 6.6    | 6.9    | 9.0    | 11.5   | 14.8   | 18.9   | 21.2   | 21.2   | 18.8   | 14.9   | 11.3   | 8.5    | 7.3  | 11.8 | 20.4 | 15   | 13.6 |

## Сусідні муніципалітети
- Капуа
- Казаджове
- Кастель-Морроне
- Ліматола
- Маддалоні
- Рекале
- Сан-Феліче-а-Канчелло
- Сан-Марко-Еванджеліста
- Сан-Нікола-ла-Страда
- Сан-Приско
- Сант'Агата-де'-Готі
- Валле-ді-Маддалоні
- Казапулла
- Курті
- Санта-Марія-Капуа-Ветере
- Марчанізе

## Міста-побратими
- Пітешть, Румунія
- Алей, Ліван

## Українська складова
22 вересня 2013 року греко-католицька спільнота міста отримала персональну парафію Української греко-католицької церкви (УГКЦ).. В лютому 2016 року парафію УГКЦ в Казерті офіційно визнав Уряд Італії.
14 грудня 2012 року в рамках проєкту «Вервиця єднає» молитву провадив о. Ігор Данильчук з парафії Пресвятої Трійці УГКЦ, розташованої у Казерті. У молитві взяли участь священники, монахи, семінаристи та вірні УГКЦ.

## Галерея зображень

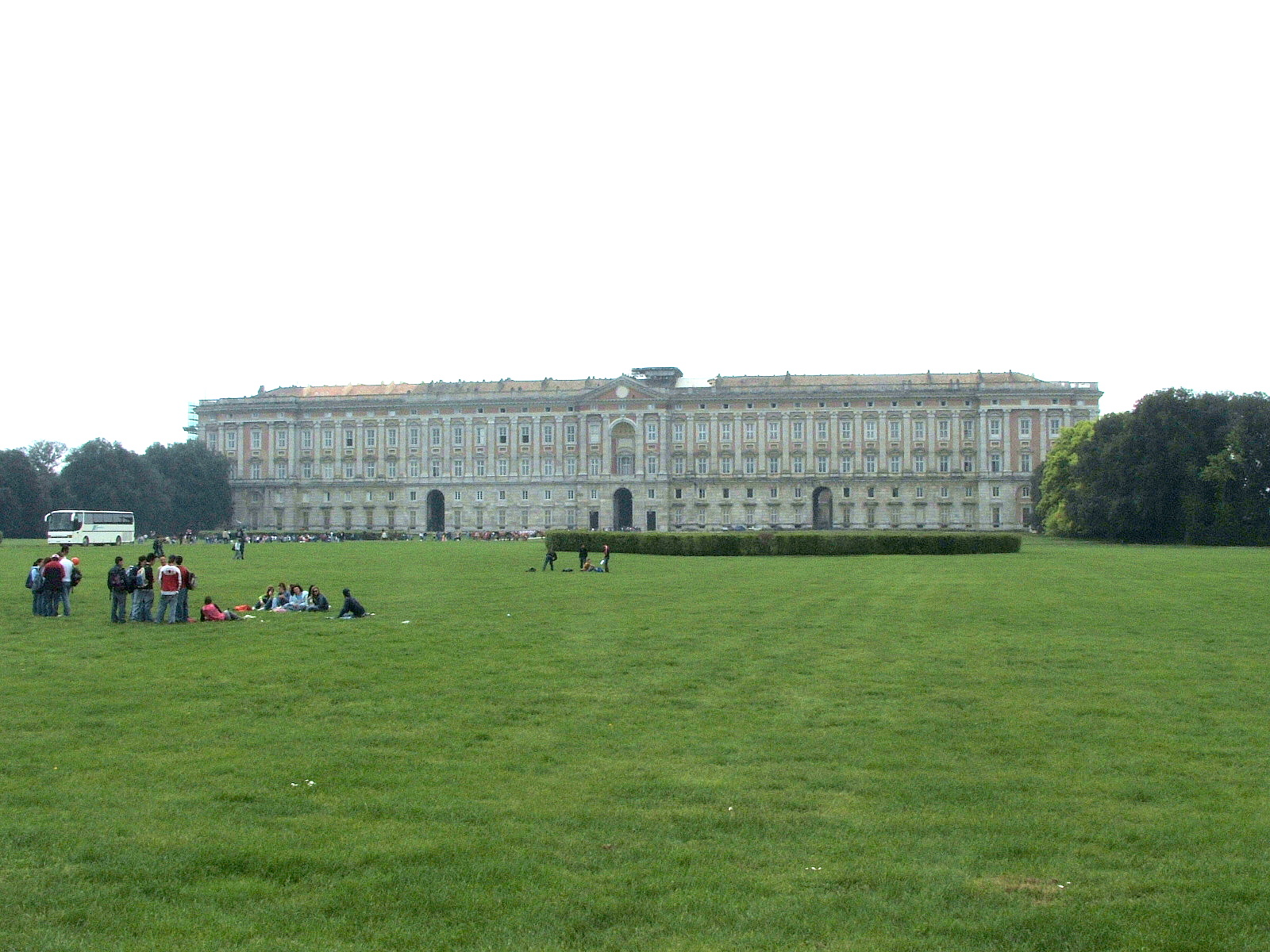
La Reggia Dal Parco
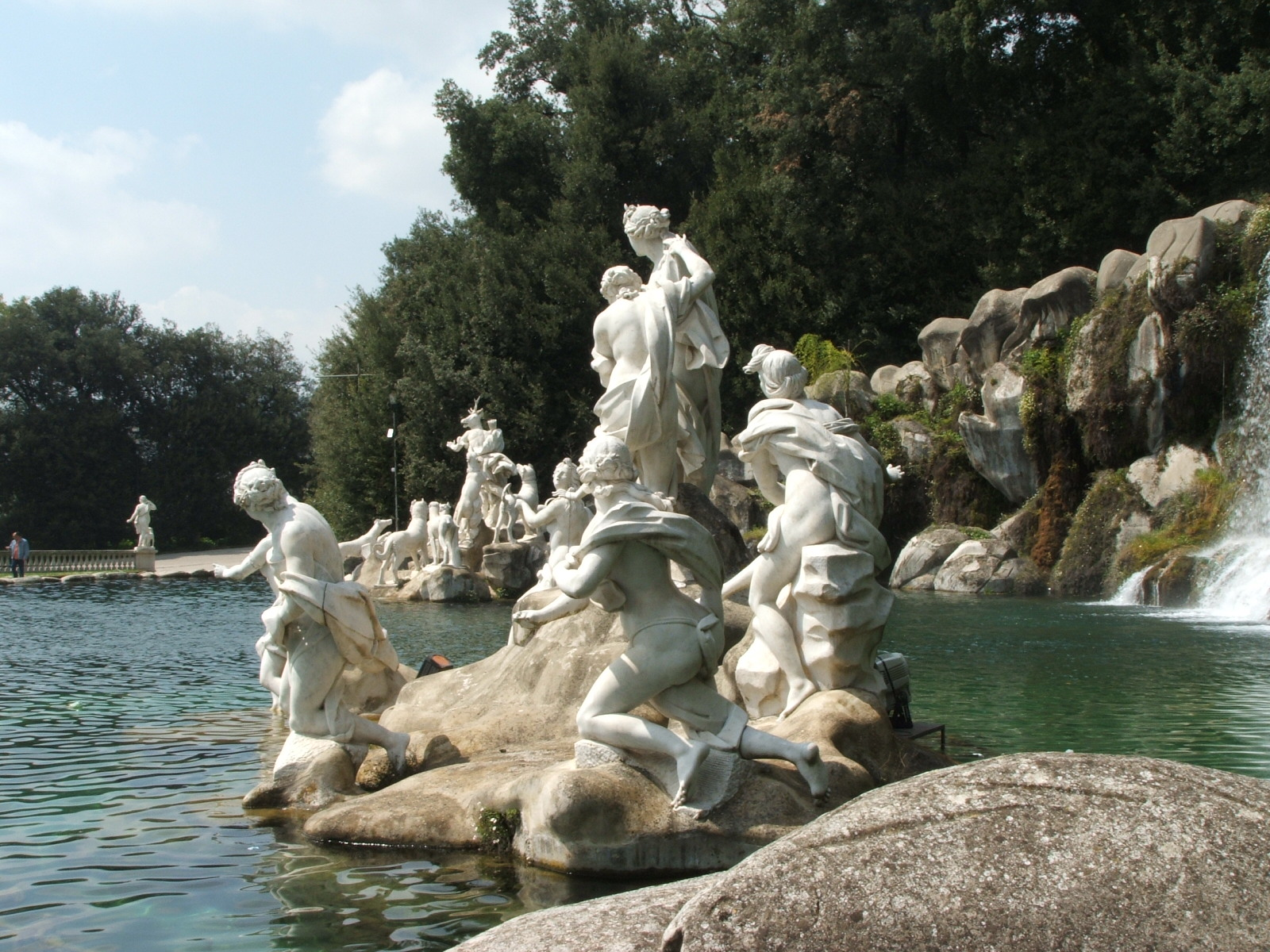
Statue
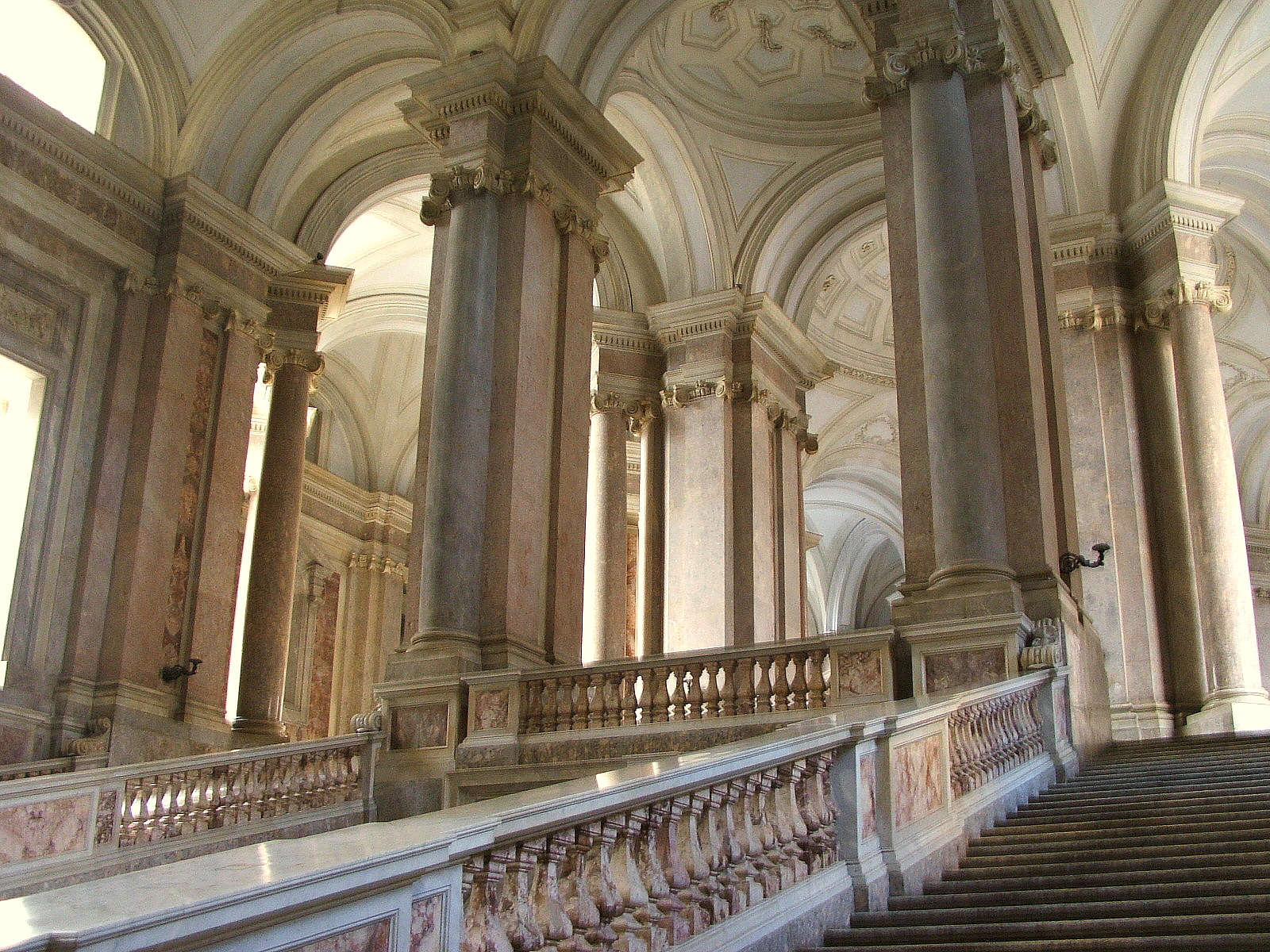
Interni
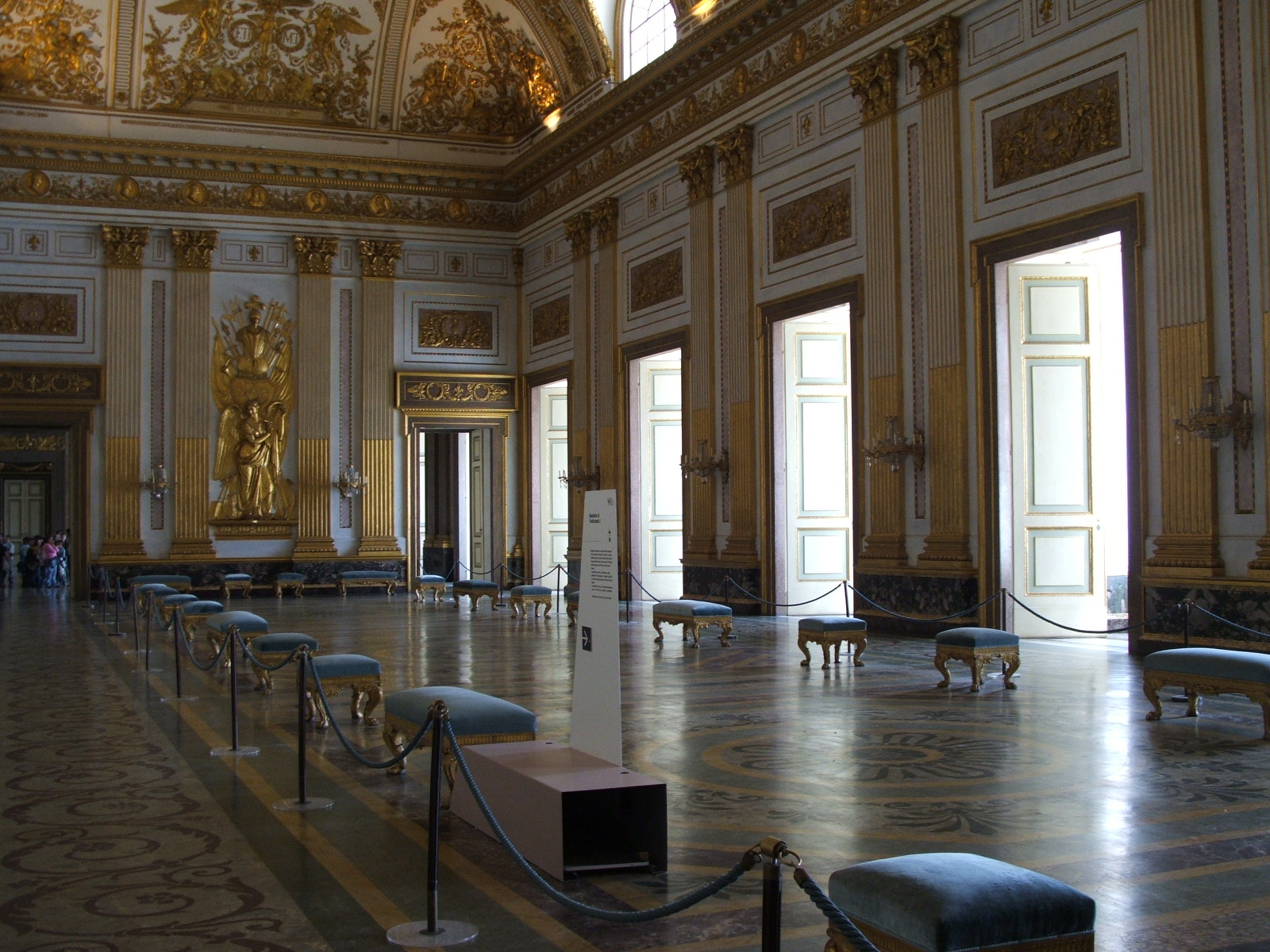
Sala Del Trono
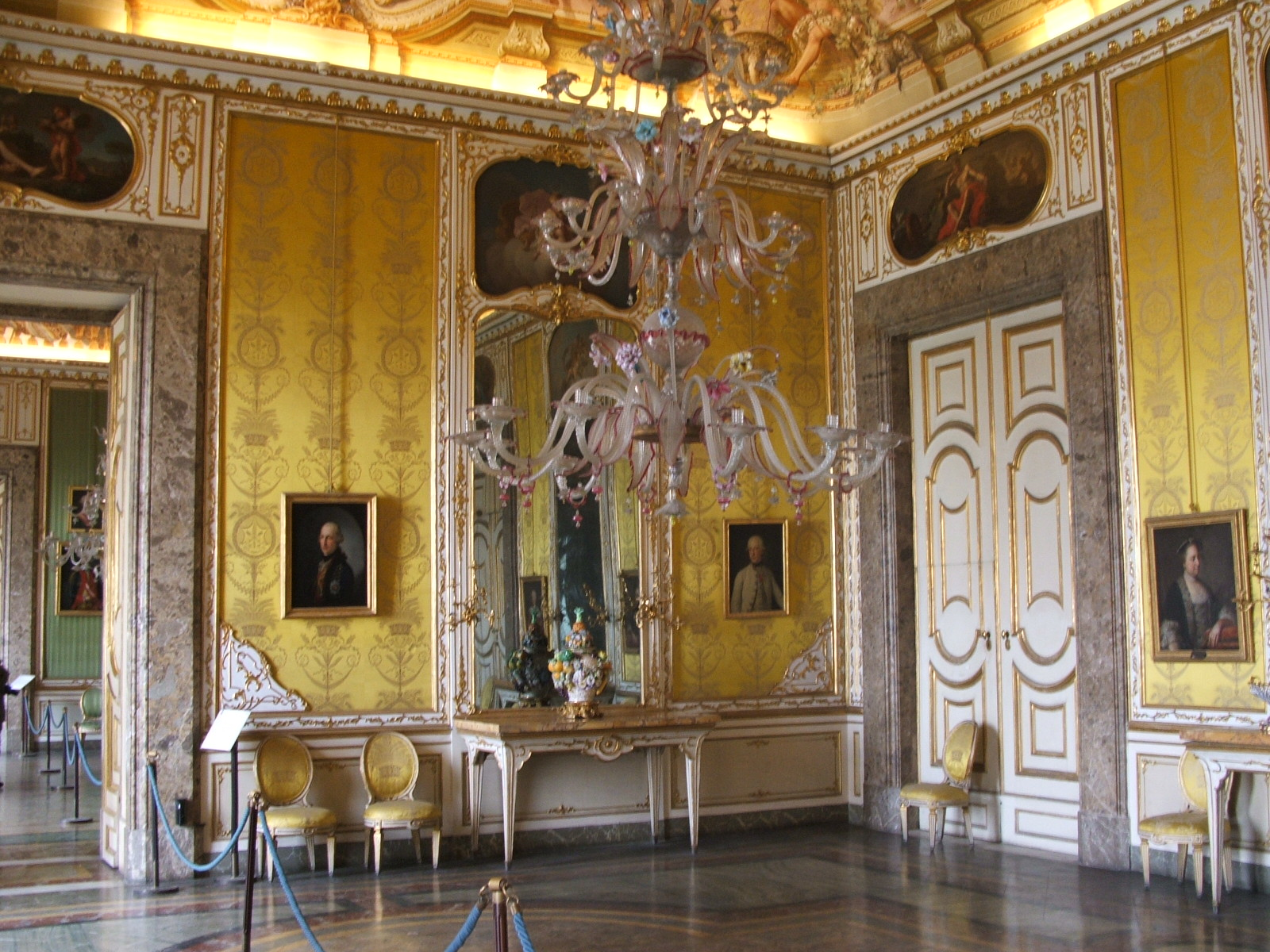
Interni 2
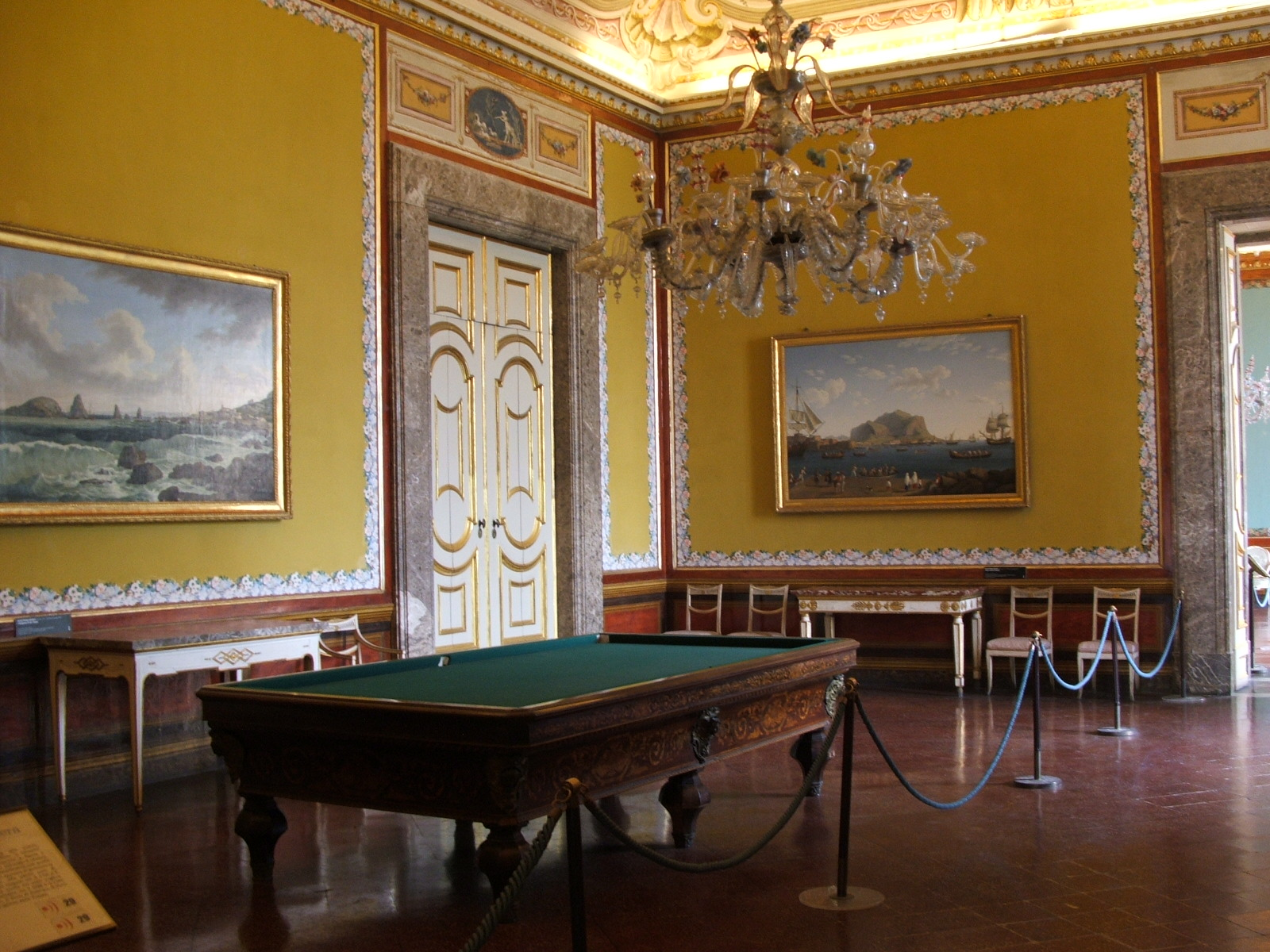
Interni 3
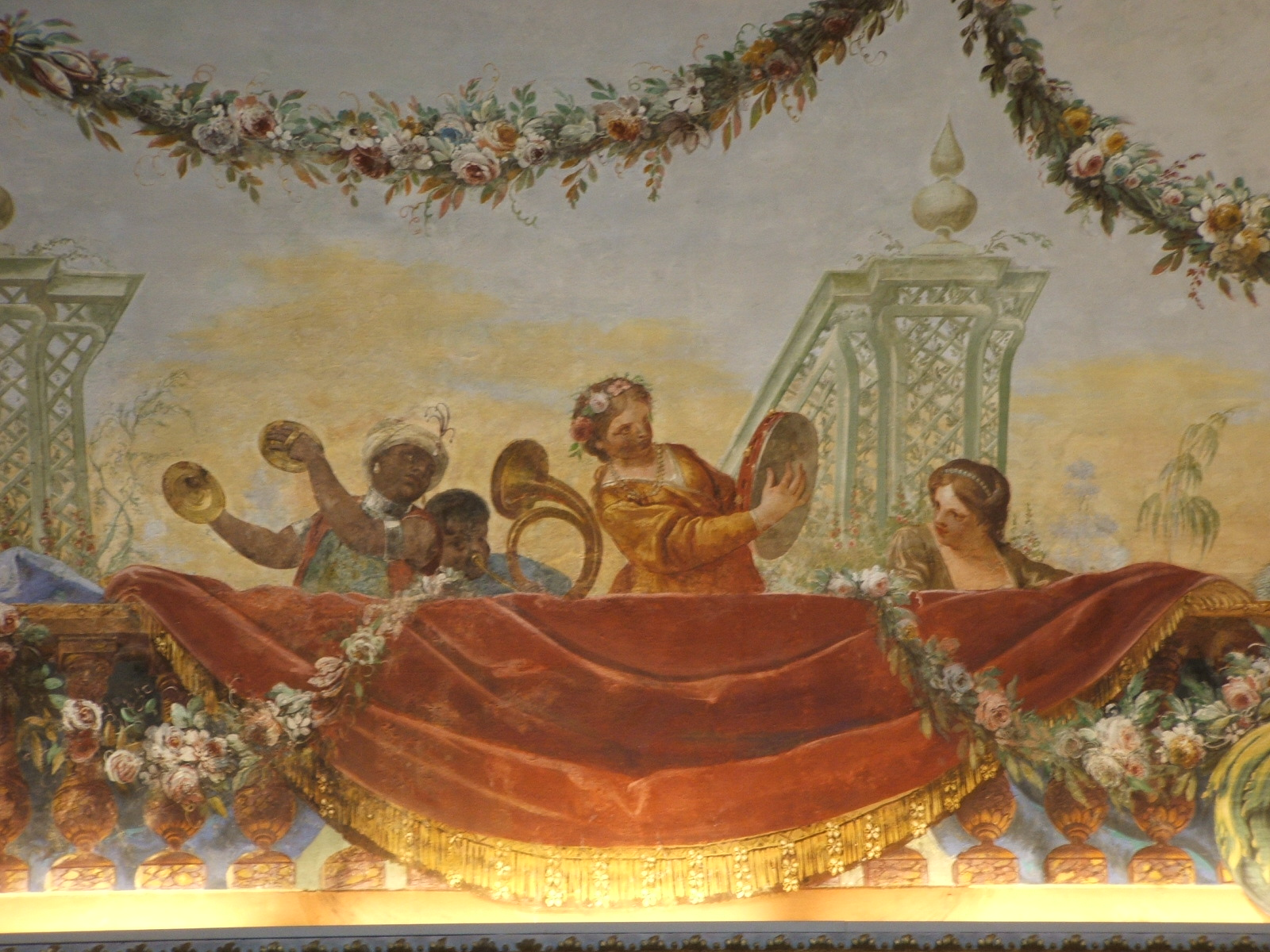
Affresco
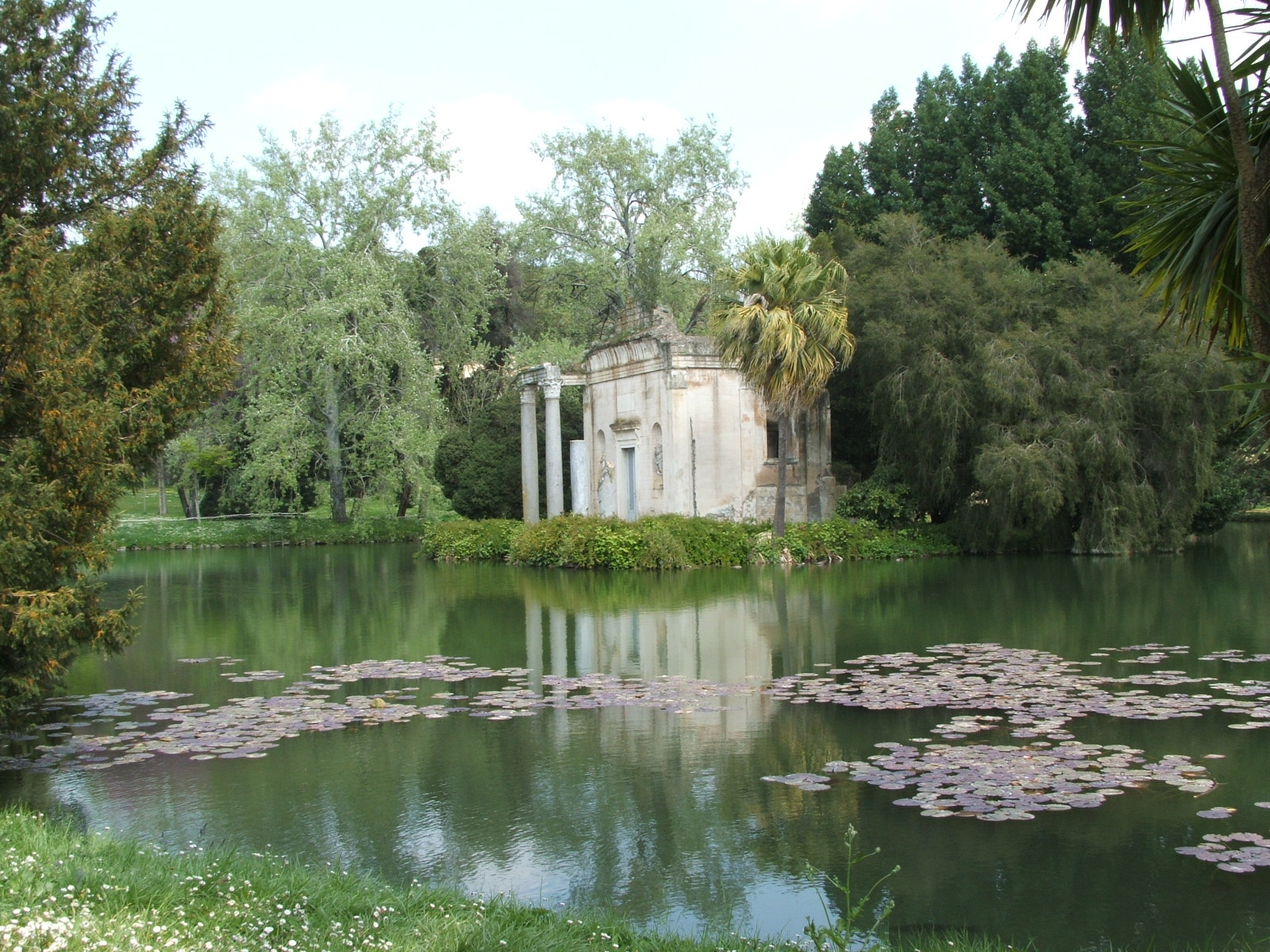
Giardino All'Inglese
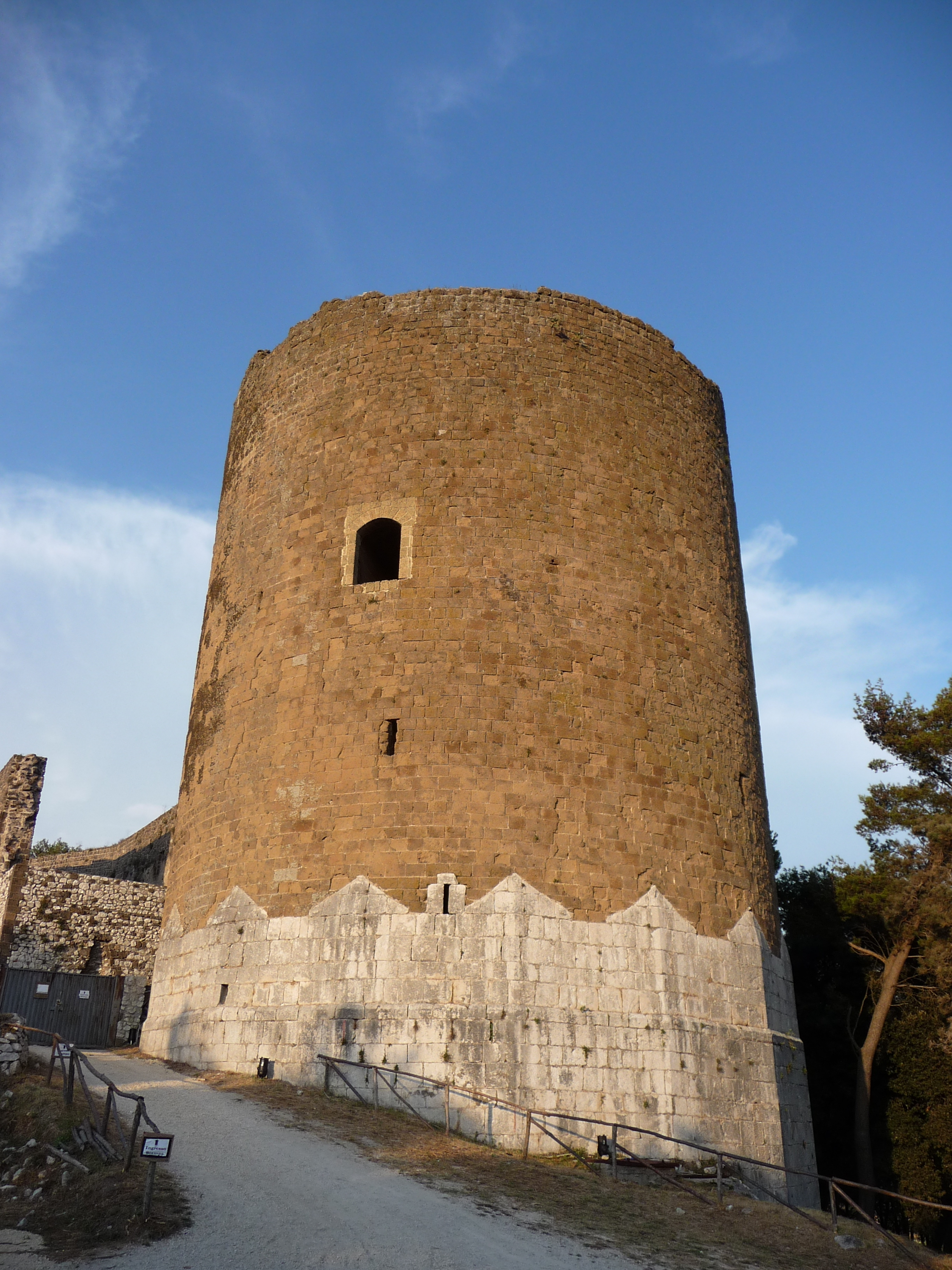
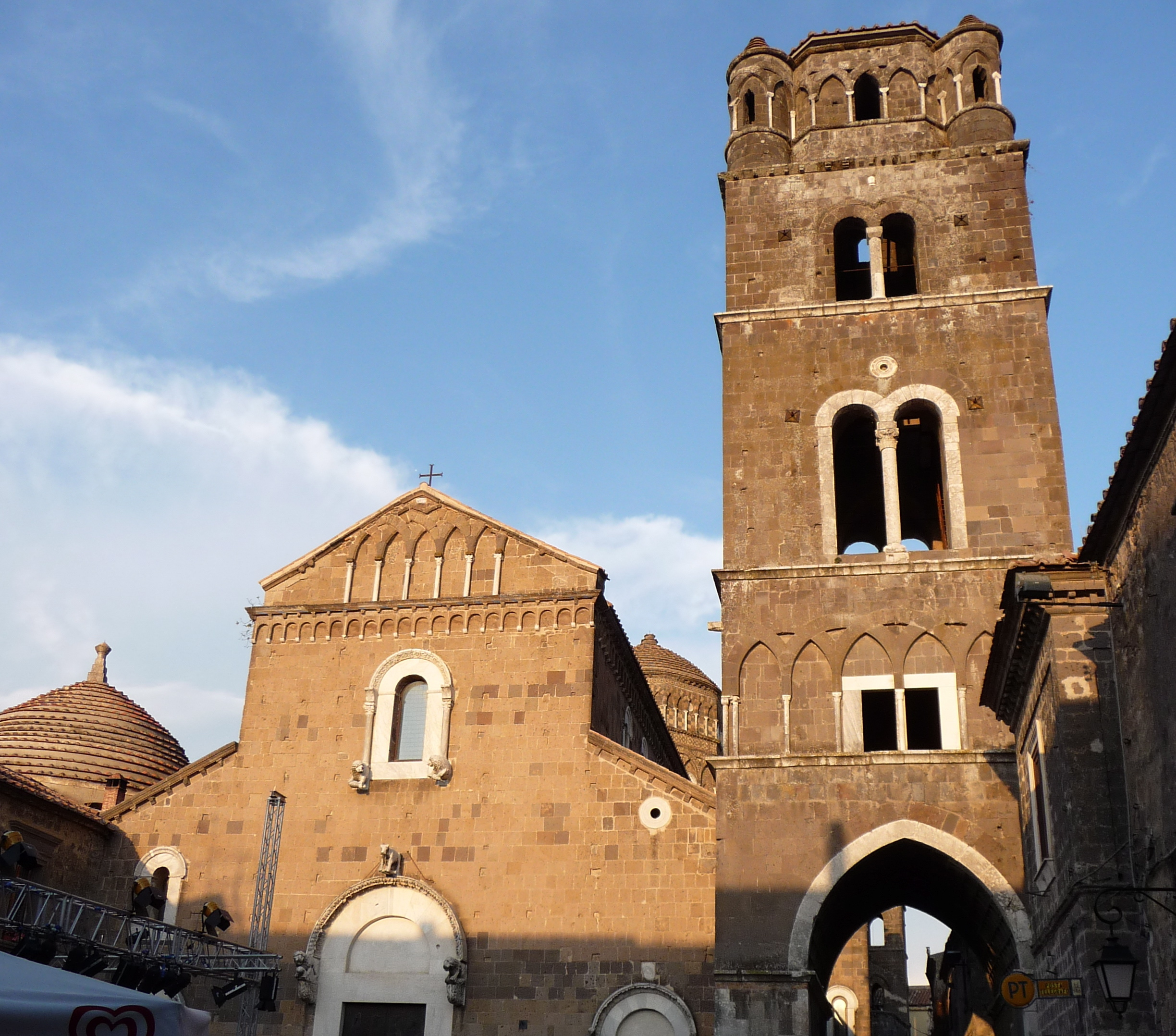
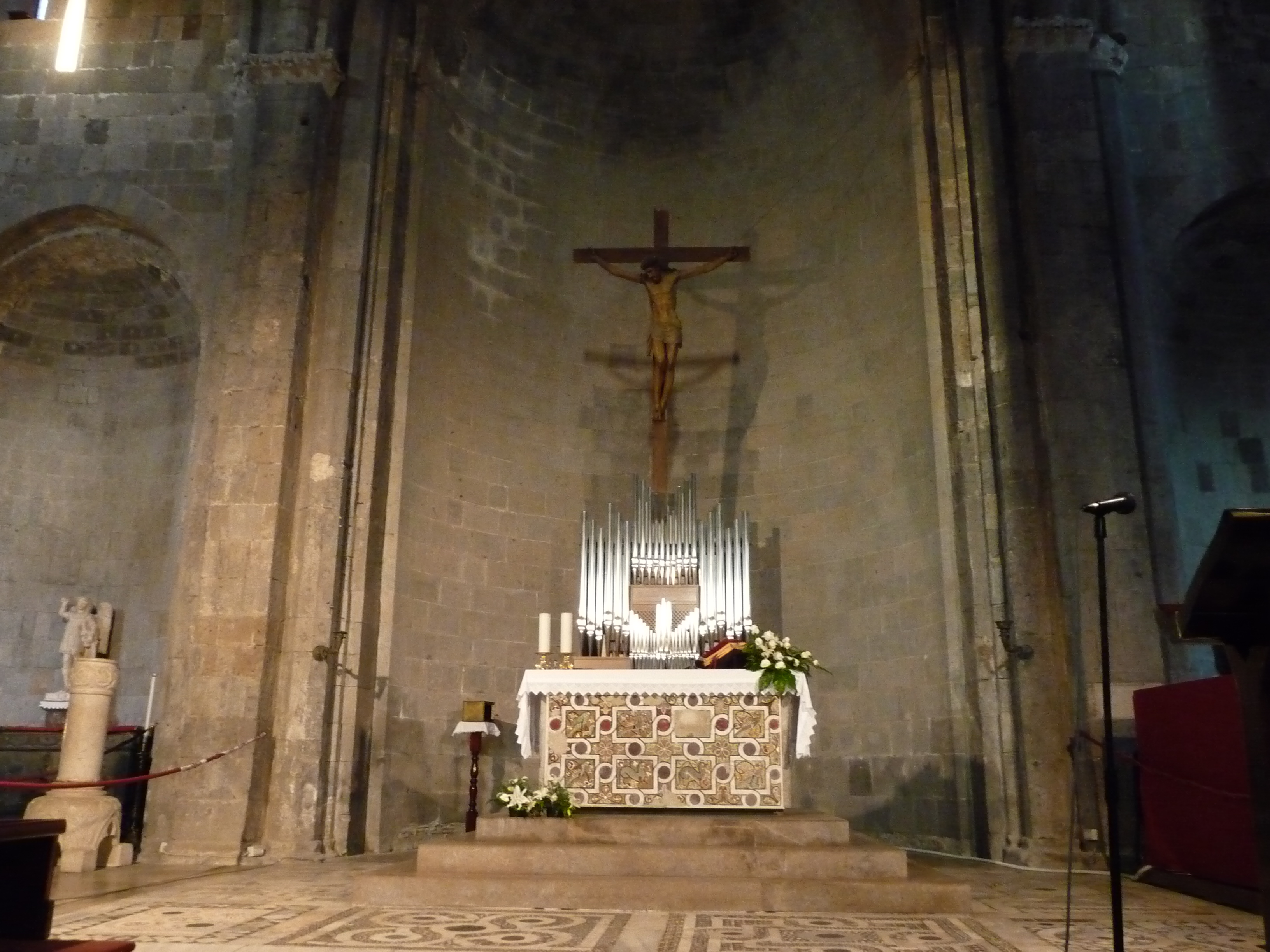
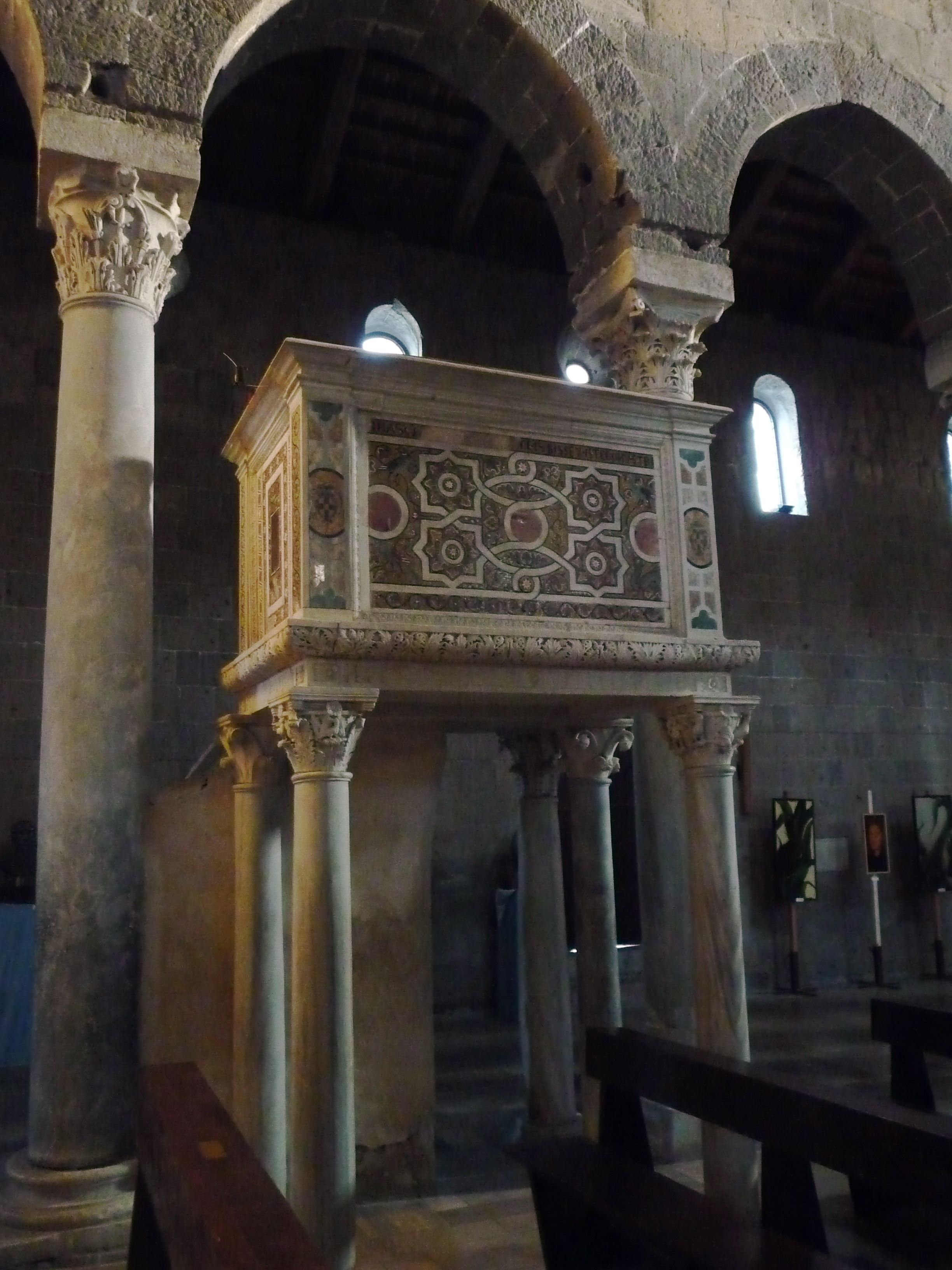